# Lourinhasaurus
Lourinhasaurus alenquerensis
Genre
Espèce
Synonymes
- Camarasaurus alenquerensis (de Lapparent & Zbyszewski, 1957) (préféré par BioLib)[1]

Lourinhasaurus est un genre de dinosaures sauropodes du Jurassique supérieur découvert dans le district de Lisbonne au Portugal, près de Lourinhã.

## Liste d'espèces
Selon Catalogue of Life (12 octobre 2019) :
- Lourinhasaurus alenquerensis (Lapparent & Zbyszewski, 1957) †

## Étymologie
Le nom Lourinhasaurus a été choisi en référence à Lourinhã, région où les restes fossiles ont été découverts.

## Publication originale
- (pt) P. Dantas, J. L. Sanz, Carlos Marques da Silva, F. Ortega, V. F. dos Santos et M. Cachão, « Lourinhasaurus n. gen. Novo dinossáurio saurópode do Jurássico superior (Kimeridgíano superior-Titoniaiio inferior) de Portugal », Comunicacoes Geologicas Instituto Geologico e Mineiro, vol. 84, no 1,‎ 20 novembre 1998, p. 91-94 (ISSN 0873-948X et 1647-581X, OCLC 645156547, lire en ligne).